# Joseph Schildkraut (médecin)
Pour les articles homonymes, voir Schildkraut.
Cet article concerne le médecin. Pour l'acteur, voir Joseph Schildkraut (acteur).
Joseph Schildkraut (21 janvier 1934 à Brooklyn — 17 juin 2006 à Boston) est un psychiatre américain.

## Biographie
Joseph Schildkraut fut diplômé de l'université Harvard en 1955 et de la Harvard Medical School quatre ans plus tard. Il est interne en psychiatrie au Centre de santé mentale du Massachusetts à Boston.
Après avoir travaillé comme psychiatre de recherche à l'Institut national de santé mentale, il est revenu en 1967 à la Harvard Medical School et le Centre de Santé Mentale du Massachusetts, où il est devenu psychiatre en chef et a aidé à fonder le Laboratoire Neuropsychopharmacology. Au moment de sa mort, le Dr Schildkraut était professeur émérite de psychiatrie à l'école de médecine. Il a été rédacteur en chef du Journal of Psychiatric Research 1982-1992,.
Ses recherches ont conduit à penser de façon biologique les désordres mentaux répertoriés dans le DSM II, en expliquant ces désordres par un déséquilibre neurobiologique, sans s'appuyer sur des preuves évidentes tel que scanner, IRM, analyses biologiques[réf. à confirmer].
Membre du Mind/Body Medical Institute d'Harvard Medical School, Joseph Schildkraut a participé à un colloque Esprit-science qui s'est aussi tenu à Harvard en mars 1991, en relation avec le dialogue entre scientifiques et bouddhistes à l'initiative du 14e Dalaï Lama, relaté dans l'ouvrage EspritScience : Dialogue Orient-Occident.

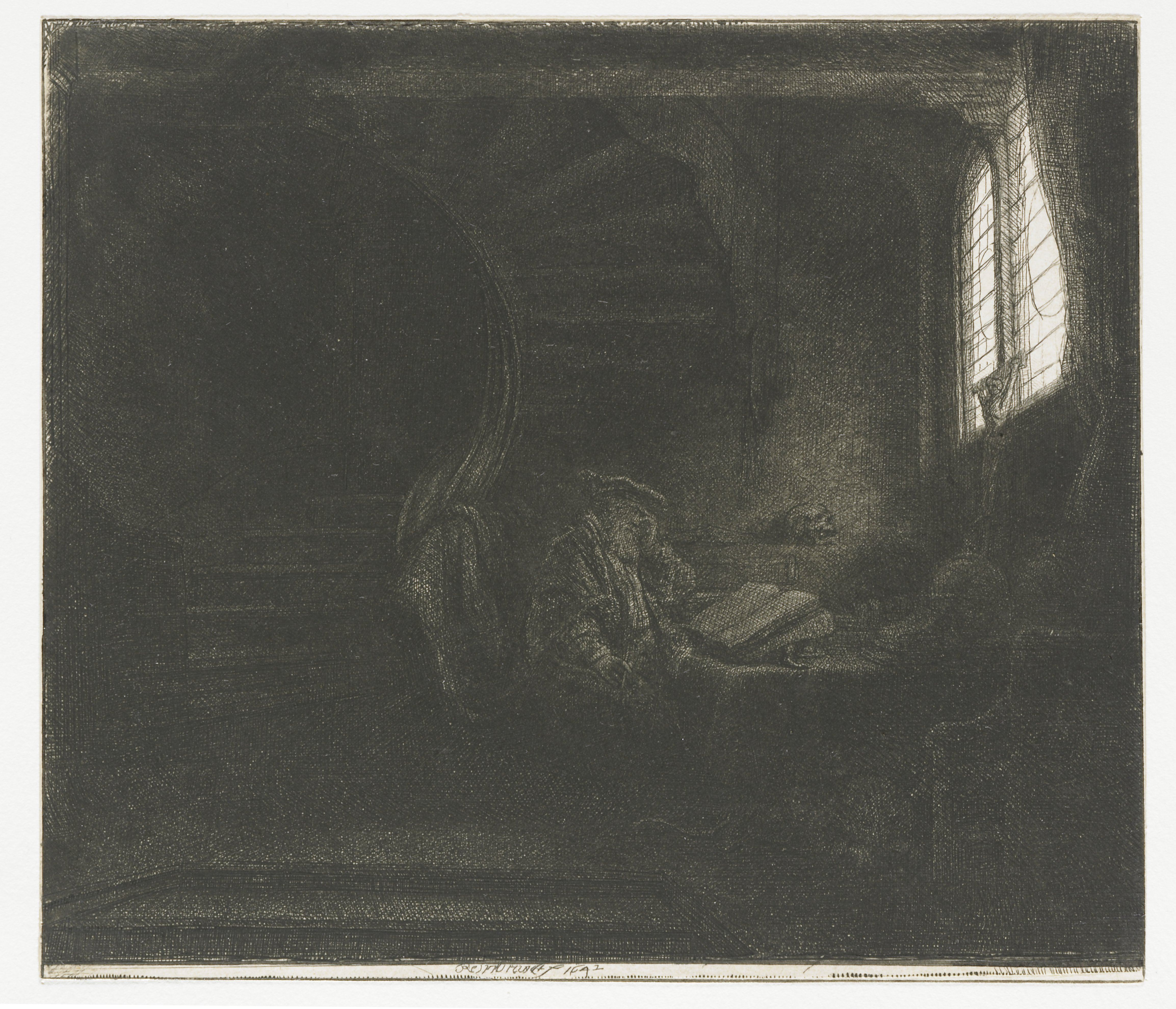
Saint Jérôme dans une chambre obscure de Rembrandt (1642).

Il a édité un livre, Depression and the Spiritual in Modern Art: Homage to Miró (1996), qui explore la relation entre la dépression et la créativité.
Joseph J. Schildkraut a émis l'hypothèse que Rembrandt traversa une dépression en analysant la gravure de intitulée Saint Jérôme dans une chambre obscure,.

## Publications et études
- Dalai Lama, David M. Bear, Herbert Benson, Steven W. Matthysse, David Potter, Joseph J. Schildkraut, and Carl E. Schwartz. 1991. “Dialogue: Buddhism, Neuroscience & the Medical Sciences.